# Crafty Hands
Crafty Hands è il secondo album del gruppo musicale statunitense Happy the Man, pubblicato nel 1978. L'album è interamente strumentale, fatta eccezione per il brano Wind Up Doll Day Wind.

## Accoglienza
Mike McLatchey di Exposé Online ha scritto che l'album mette in mostra "elementi del migliore, più elaborato e sofisticato rock sinfonico mai prodotto, suonato da virtuosi", anche se, a confronto con il disco di debutto (Happy the Man), "Crafty Hands sembra più ricercato, ma nel complesso leggermente meno impressionante."
Pete Pardo ha invece scritto: "Per quanto riguarda il prog rock statunitense, non esiste niente di meglio".

## Tracce
1. Service with a Smile – 2:44 (Ron Riddle, Greg Hawkes)
2. Morning Sun – 4:05 (Kit Watkins)
3. Ibby It Is – 7:50 (Frank Wyatt)
4. Steaming Pipes – 5:30 (Stanley Whitaker)
5. Wind Up Doll Day Wind – 7:06 (Watkins, Whitaker, Wyatt)
6. Open Book – 4:53 (Wyatt)
7. I Forgot to Push It – 3:08 (Watkins)
8. The Moon, I Sing (Nossuri) – 6:16 (Watkins)

## Formazione
- Stanley Whitaker - chitarra a 6 e 12 corde, canto
- Frank Wyatt - pianoforte, harpsichord, sassofono, flauto, testi
- Kit Watkins - pianoforte, moog, clavinet, registrazione
- Rick Kennell - basso elettrico
- Ron Riddle - batteria, percussioni